# Liga Mexicana de Baloncesto Profesional Femenil 2020
La Temporada 2020 de la LMBPF fue la séptima edición de la Liga Mexicana de Baloncesto Profesional Femenil.
Para este torneo se incorporaron cinco nuevas franquicias con respecto al año anterior. Dos de ellas se reincorporaron a la liga, las cuales fueron Lobas de Aguascalientes -quienes estuvieron ausentes un año después de conseguir un bicampeonato- y Marineras de Puerto Vallarta, que no participaba en el circuito desde la temporada 2015, mientras que otras tres llegaron como franquicias de nuevo ingreso, Gladiadoras de San Luis Potosí, Mustangs de Saltillo y Reales de Fresnillo. 
La temporada comenzó el sábado 29 de febrero de 2020, con un calendario conformado por 10 fines de semana con dos partidos cada uno, es decir, 20 jornadas de temporada regular.
Debido a la pandemia del coronavirus, la liga tuvo que suspender actividades en el tercer fin de semana de competencia, cuando solo se habían disputado seis fechas. Incluso, en el fin de semana del 14 y el 15 de marzo, solo se disputaron cuatro de las cinco series programadas, las cuales se jugaron a puerta cerrada debido a las recomendaciones por parte de las autoridades sanitarias para evitar grupos concurridos de personas, además de que la serie entre Escaramuzas de Jalisco y Mexcaltecas de Tepic fue pospuesta.
El 26 de julio se dio el anuncio oficial de la cancelación de la temporada, en un mensaje emitido por el presidente de la liga, Jesús López García.

## Equipos
| Liga Mexicana de Baloncesto Profesional Femenil 2020 |                   |                                  |                                            |
| Equipo                                               | Entrenador        | Ciudad                           | Sede                                       |
| Barreteras de Zacatecas                              | Eduardo Pérez     | Zacatecas, Zacatecas             | Auditorio Municipal de Guadalupe           |
| Escaramuzas Jalisco                                  | Alejandro Garza   | Guadalajara, Jalisco             | Domo Code Jalisco                          |
| Gladiadoras de San Luis                              | Felipe de Ávila   | San Luis Potosí, San Luis Potosí | Auditorio Miguel Barragán                  |
| Lobas de Aguascalientes                              | Israel Zermeño    | Aguascalientes, Aguascalientes   | Auditorio Hermanos Carreón                 |
| Marineras de Puerto Vallarta                         | Orlando Casella   | Puerto Vallarta, Jalisco         | Unidad Deportiva Agustín Flores Contreras  |
| Mexcaltecas de Nayarit                               | Gerardo Guzmán    | Tepic, Nayarit                   | Auditorio Niños Héroes                     |
| Mieleras de Guanajuato                               | Jonathan Villegas | Guanajuato, Guanajuato           | Auditorio Municipal de Yerbabuena          |
| Mustangs de Saltillo                                 | Óscar Espitia     | Saltillo, Coahuila               | Gimnasio Municipal de Saltillo             |
| Quetzales Sajoma                                     | Gerardo Sánchez   | Ciudad de México                 | Centro Multidisciplinario Santos Degollado |
| Reales de Fresnillo                                  | David Román       | Fresnillo, Zacatecas             | Gimnasio Municipal de Fresnillo            |

## Temporada 2020

### Resultados
| Jornada 1               | Jornada 1 | Jornada 1                    | Jornada 1                        | Jornada 1     | Jornada 1 |
| Local                   | Resultado | Visitante                    | Estadio                          | Fecha         | Hora      |
| ----------------------- | --------- | ---------------------------- | -------------------------------- | ------------- | --------- |
| Escaramuzas de Jalisco  | 88-79     | Lobas de Aguascalientes      | Domo Code Jalisco                | 29 de febrero | 17:00     |
| Barreteras de Zacatecas | 117-46    | Gladiadoras de San Luis      | Auditorio Municipal de Guadalupe | 29 de febrero | 18:00     |
| Mustangs de Saltillo    | 74-75     | Quetzales Sajoma             | Gimnasio Municipal de Saltillo   | 29 de febrero | 19:00     |
| Reales de Fresnillo     | 62-86     | Marineras de Puerto Vallarta | Gimnasio Municipal de Fresnillo  | 29 de febrero | 19:30     |
| Mexcaltecas de Nayarit  | 69-83     | Mieleras de Guanajuato       | Auditorio Niños Héroes           | 29 de febrero | 19:30     |

| Jornada 2               | Jornada 2 | Jornada 2                    | Jornada 2                        | Jornada 2  | Jornada 2 |
| Local                   | Resultado | Visitante                    | Estadio                          | Fecha      | Hora      |
| ----------------------- | --------- | ---------------------------- | -------------------------------- | ---------- | --------- |
| Mustangs de Saltillo    | 69-89     | Quetzales Sajoma             | Gimnasio Municipal de Saltillo   | 1 de marzo | 12:00     |
| Reales de Fresnillo     | 64-84     | Marineras de Puerto Vallarta | Gimnasio Municipal de Fresnillo  | 1 de marzo | 12:30     |
| Barreteras de Zacatecas | 108-53    | Gladiadoras de San Luis      | Auditorio Municipal de Guadalupe | 1 de marzo | 13:00     |
| Mexcaltecas de Nayarit  | 57-74     | Mieleras de Guanajuato       | Auditorio Niños Héroes           | 1 de marzo | 13:00     |
| Escaramuzas de Jalisco  | 70-82     | Lobas de Aguascalientes      | Domo Code Jalisco                | 1 de marzo | 13:00     |

| Jornada 3                    | Jornada 3 | Jornada 3              | Jornada 3                        | Jornada 3  | Jornada 3 |
| Local                        | Resultado | Visitante              | Estadio                          | Fecha      | Hora      |
| ---------------------------- | --------- | ---------------------- | -------------------------------- | ---------- | --------- |
| Escaramuzas de Jalisco       | 106-32    | Reales de Fresnillo    | Domo Code Jalisco                | 7 de marzo | 17:00     |
| Gladiadoras de San Luis      | 58-112    | Quetzales Sajoma       | Auditorio Miguel Barragán        | 7 de marzo | 19:00     |
| Barreteras de Zacatecas      | 88-71     | Mustangs de Saltillo   | Auditorio Municipal de Guadalupe | 7 de marzo | 19:00     |
| Lobas de Aguascalientes      | 64-69     | Mieleras de Guanajuato | Auditorio Hermanos Carreón       | 7 de marzo | 19:00     |
| Marineras de Puerto Vallarta | 56-72     | Mexcaltecas de Nayarit | Auditorio Niños Héroes           | 7 de marzo | 19:30     |

| Jornada 4                    | Jornada 4 | Jornada 4              | Jornada 4                        | Jornada 4  | Jornada 4 |
| Local                        | Resultado | Visitante              | Estadio                          | Fecha      | Hora      |
| ---------------------------- | --------- | ---------------------- | -------------------------------- | ---------- | --------- |
| Gladiadoras de San Luis      | 46-85     | Quetzales Sajoma       | Auditorio Miguel Barragán        | 8 de marzo | 12:00     |
| Marineras de Puerto Vallarta | 69-47     | Mexcaltecas de Nayarit | Auditorio Niños Héroes           | 8 de marzo | 12:30     |
| Barreteras de Zacatecas      | 68-70     | Mustangs de Saltillo   | Auditorio Municipal de Guadalupe | 8 de marzo | 13:00     |
| Escaramuzas de Jalisco       | 83-58     | Reales de Fresnillo    | Domo Code Jalisco                | 8 de marzo | 13:00     |
| Lobas de Aguascalientes      | 78-73     | Mieleras de Guanajuato | Auditorio Hermanos Carreón       | 8 de marzo | 14:00     |

| Jornada 5                    | Jornada 5 | Jornada 5               | Jornada 5                         | Jornada 5   | Jornada 5 |
| Local                        | Resultado | Visitante               | Estadio                           | Fecha       | Hora      |
| ---------------------------- | --------- | ----------------------- | --------------------------------- | ----------- | --------- |
| Escaramuzas de Jalisco       | 0-0       | Mexcaltecas de Nayarit  | Domo Code Jalisco                 | Pospuesto   |           |
| Mieleras de Guanajuato       | 87-75     | Quetzales Sajoma        | Auditorio Municipal de Yerbabuena | 14 de marzo | 18:00     |
| Mustangs de Saltillo         | 111-58    | Gladiadoras de San Luis | Gimnasio Municipal de Saltillo    | 14 de marzo | 19:00     |
| Marineras de Puerto Vallarta | 71-70     | Barreteras de Zacatecas | Auditorio Niños Héroes            | 14 de marzo | 19:30     |
| Reales de Fresnillo          | 54-95     | Lobas de Aguascalientes | Gimnasio Municipal de Fresnillo   | 14 de marzo | 19:30     |

| Jornada 6                    | Jornada 6 | Jornada 6               | Jornada 6                         | Jornada 6   | Jornada 6 |
| Local                        | Resultado | Visitante               | Estadio                           | Fecha       | Hora      |
| ---------------------------- | --------- | ----------------------- | --------------------------------- | ----------- | --------- |
| Escaramuzas de Jalisco       | 0-0       | Mexcaltecas de Nayarit  | Domo Code Jalisco                 | Pospuesto   |           |
| Mieleras de Guanajuato       | 93-82     | Quetzales Sajoma        | Auditorio Municipal de Yerbabuena | 15 de marzo | 12:00     |
| Mustangs de Saltillo         | 128-62    | Gladiadoras de San Luis | Gimnasio Municipal de Saltillo    | 15 de marzo | 12:00     |
| Reales de Fresnillo          | 48-127    | Lobas de Aguascalientes | Gimnasio Municipal de Fresnillo   | 15 de marzo | 12:00     |
| Marineras de Puerto Vallarta | 74-78     | Barreteras de Zacatecas | Auditorio Niños Héroes            | 15 de marzo | 12:30     |

### Clasificación
- Actualizadas las clasificaciones al 15 de marzo de 2020.[2]

| \| Posición \| Equipo \| JJ \| JG \| JP \| PF \| PC \| Dif. \| Ptos. \| \| -------- \| ---------------------------- \| -- \| -- \| -- \| --- \| --- \| ---- \| ----- \| \| 1 \| Mieleras de Guanajuato \| 6 \| 5 \| 1 \| 479 \| 425 \| 54 \| 11 \| \| 2 \| Barreteras de Zacatecas \| 6 \| 4 \| 2 \| 529 \| 385 \| 144 \| 10 \| \| 3 \| Marineras de Puerto Vallarta \| 6 \| 4 \| 2 \| 440 \| 393 \| 47 \| 10 \| \| 4 \| Quetzales Sajoma \| 6 \| 4 \| 2 \| 518 \| 427 \| 91 \| 10 \| \| 5 \| Lobas de Aguascalientes \| 6 \| 4 \| 2 \| 525 \| 402 \| 123 \| 9 \| \| 6 \| Mustangs de Saltillo \| 6 \| 3 \| 3 \| 523 \| 440 \| 83 \| 9 \| \| 7 \| Escaramuzas de Jalisco \| 4 \| 3 \| 1 \| 347 \| 251 \| 96 \| 7 \| \| 8 \| Reales de Fresnillo \| 6 \| 0 \| 6 \| 318 \| 581 \| -263 \| 6 \| \| 9 \| Gladiadoras de San Luis \| 6 \| 0 \| 6 \| 323 \| 661 \| -338 \| 6 \| \| 10 \| Mexcaltecas de Tepic \| 4 \| 1 \| 3 \| 245 \| 282 \| -37 \| 5 \| JJ = Juegos Jugados, JG = Juegos Ganados, JP = Juegos Perdidos, PF= Puntos a favor, PC = Puntos en contra, Dif. = Diferencia entre Ptos. a favor y en contra, Ptos. = Puntos Obtenidos = (JGx2)+(JP) |                              |    |    |    |     |     |      |       |
| Posición | Equipo                       | JJ | JG | JP | PF  | PC  | Dif. | Ptos. |
| 1 | Mieleras de Guanajuato       | 6  | 5  | 1  | 479 | 425 | 54   | 11    |
| 2 | Barreteras de Zacatecas      | 6  | 4  | 2  | 529 | 385 | 144  | 10    |
| 3 | Marineras de Puerto Vallarta | 6  | 4  | 2  | 440 | 393 | 47   | 10    |
| 4 | Quetzales Sajoma             | 6  | 4  | 2  | 518 | 427 | 91   | 10    |
| 5 | Lobas de Aguascalientes      | 6  | 4  | 2  | 525 | 402 | 123  | 9     |
| 6 | Mustangs de Saltillo         | 6  | 3  | 3  | 523 | 440 | 83   | 9     |
| 7 | Escaramuzas de Jalisco       | 4  | 3  | 1  | 347 | 251 | 96   | 7     |
| 8 | Reales de Fresnillo          | 6  | 0  | 6  | 318 | 581 | -263 | 6     |
| 9 | Gladiadoras de San Luis      | 6  | 0  | 6  | 323 | 661 | -338 | 6     |
| 10 | Mexcaltecas de Tepic         | 4  | 1  | 3  | 245 | 282 | -37  | 5     |